# 楽しんご
楽しんご（たのしんご、1979年3月15日 - ）は、日本のお笑い芸人、整体師、実業家。

## 来歴

### 芸能界デビュー前
神奈川県横浜市保土ケ谷区和田町出身。兄と姉がいる3兄弟の末っ子として育つ。
中学時代に、なよなよした立ち居振る舞いが原因で不良グループに目を付けられいじめにあってしまう。その内容は、金銭を要求されて、それが出来なければカッターで唇を切られたり（その時の傷は卒業アルバムでも確認できる。後に手術によってこの傷は無くなっている）、友達やクラス全体からも無視されていた。自殺目的でリストカットを何度か行った。一方、両親には心配を掛けまいといじめのことは黙っており、リストカットの傷を隠す包帯も学校で怪我をしたとごまかしていた。この辛い過去を明かした理由として、自分のギャグを見て笑っている自分と同じ境遇にあっている子に、親や先生等の大人に相談して自分みたいになって欲しくないという思いが込められている。また、学生時代には女装するために公衆トイレで化粧をしたこともあった。

### 俳優時代
五反田では「あや」、横浜では「トミ子」の源氏名で働いていた。また、石油会社にも勤務した。
20歳の時にアクション系俳優事務所の「ワイルドシング」に所属。主宰の松田優の下で演技を学びVシネマなどに出演。アクション映画『龍王 獣たちの掟』の「福建省から来た不法入国者」役、北朝鮮に拉致されたサイボーグ役など演じていた。当初は本名の「佐藤信吾」名義で活動していたが、後に「可愛玲（かわい れい）」に改名している。

### お笑い芸人時代
後にインタビューで、「お笑い芸人にはまったく興味がなかった」「芸能界には3年いれれば良いと思っていた」と語っている。
2006年、ピン芸人「しんご☆くん」としてケイダッシュステージ所属。命名は事務所の先輩にあたるはなわである。同年、事務所ライブである「裏ケイダッシュライブ」にて舞台デビュー。
2007年に『エンタの神様』の打ち合わせの現場で、番組プロデューサーの五味一男によりすぎはら美里と出会い、「姉弟」という設定で番組内での限定ユニット「Mint姉弟」（ミントきょうだい）を組み、「乙女な弟」としてボケを担当。「僕、やっちんちん」というフレーズで人気を博し、同番組に6回出演。なお、Mint姉弟としては、2009年中にはM-1グランプリ出場や、テレビショッピング専門チャンネル・QVC出演などの活動もある。活動は順調であったが、体調を崩し、しばらく休業する。
2008年、ケイダッシュステージを退社しフリーで活動。同時に「画数がいい」という理由で芸名を「しんご」に改名。
2009年に入ってからは「楽しんご」の名前でテレビ、ライブ等に出演している。R-1ぐらんぷり2009では3回戦まで進出（この時は「しんご」の名前で出場）。同年6月から「あらびき団」に定期的に出演する様になったのを機によしもとクリエイティブ・エージェンシーに所属した。
2010年7月19日、お笑いフェス「LIVE STAND 2010」のKAWAKI-MON STAGEにて、「あらびき団ダンスフェス in LIVE STAND」で優勝したことで、『あらびき団』以外の露出が増加。直後にはオリコン調べによる「第2回ネクストブレイクを期待するお笑い芸人」アンケートで3位に選ばれる。
2011年、「R-1ぐらんぷり2011」で準決勝進出。7月期のTBS系金曜ドラマ『美男ですね』で連続ドラマデビューし、12月1日に発表された『2011ユーキャン新語・流行語大賞』で、自身のギャグ「ラブ注入♡」がトップテン入りを果たした。
2014年1月14日、個人事務所の30代の元男性マネージャーを殴って負傷させたとして、警視庁が傷害容疑で書類送検した。送検容疑は昨年7月21日朝、自宅マンションの浴室で元マネジャーの顔や腹を殴りけがをさせた疑い。楽しんごは「頼んでおいたのに起こしてもらえず（参院選の）投票に行けないと思い腹が立った」などと容疑を認めている。一方、殴られたことに対し「誠意を見せろ」などと言って楽しんごから現金110万円を脅し取ったとして、恐喝容疑で元マネジャーと知人女性(49)も書類送検した。
同年1月23日、東スポの直撃取材に応じ、脅迫してきた女性の実名を挙げ、「暴力団の存在をちらつかせて脅された」とも話し、「実在する暴力団の名前を出して『私には○○の知り合いがいる』と何度も言っていた」と明かした。なお、この女性が書類送検された際に警視庁が公表した年齢と、楽しんごが名前を挙げた女性の年齢は一致していない。
2017年8月21日、フジテレビ系「バイキング」に出演し、過去のに起こした暴行事件について「後悔というかなんというんでしょう、調子に乗ってたなと思う」「急にブレークしちゃったので、いきなり大きな金額がドンドン入ってきて。事件があって自分を見直せたのかな」と振り返った。
2018年4月、渋谷りゅうきとのコンビ「おいなり」を結成して活動。

#### 吉本興業退社以後
2019年4月1日、吉本興業を退社。YouTuber活動を本格化させるためだとされていたが、事務所を通さない所謂「闇営業」でのトラブルが原因で吉本興業との契約を解除されたためだったと同年6月に報じられた。この報道を受けて楽しんごは自身のSNSを更新し、「闇営業なんてみんなやってる」と事実であると認める発言をしている。
同年4月29日、大阪府豊中市の176BOXで開催された「天翔ソニック」でプロレスデビュー。昼の部は2対3の変則マッチで夏すみれ、花園桃花と組んで、政岡純、ドレイク森松と対戦、夜の部は3対4の変則タッグマッチでアルティメットスパイダーJr.、ドレイク森松、LINDAと組んで、木下亨平、山下りな、夏すみれと対戦した。
吉本退社後は整体事業に専念しており、「時給日本一整体師」を自称している。2023年3月より、整体師としての名義を角南 匡哉（すなみ まさや）とし、同年8月30日には同名義で本格的に活動していくことを宣言した。芸能人関係からの予約が絶えず、数か月先まで予約が埋まっているという。

## 人物
身長186cm、体重67kg。血液型はO型。横浜市立坂本小学校、同市立保土ヶ谷中学校を卒業。読売テレビアナウンサーの山本隆弥は小学校・中学校の後輩である。高校は厚木高等専修学校を卒業した。中学3年生まで合唱でソプラノだった。
整体師としての活動として、神奈川県横浜市で整体院の店長をしていた経験も持つ。その後、2012年5月1日には名古屋店をヒルトン名古屋に開業している。「日本エステティック協会認定フェイシャルエステティシャン」の民間資格があり、日本痩身医学協会、手技療法研究会のそれぞれの会員でもある。
趣味は温泉ソムリエを活かした『楽しんご温泉ツアー』、音楽鑑賞、映画、水泳。サラ・ブライトマンの大ファンであり、2008年の来日公演を日本武道館にて鑑賞。
2017年5月5日、腹の痛みを感じ始め、翌6日には右脇腹に鈍痛を感じ、同日夜に激痛になったために自分から救急車を呼び、東京都内の病院に搬送されたが、診断の結果、急性虫垂炎（盲腸）の破裂による急性腹膜炎と診断され、翌7日の朝に約4時間に及ぶ緊急手術を受けたことを9日に明かした。
2020年1月、TwitterやInstagramで「髪切りました 49歳 3月15日で50歳 リアルです」「とうとう3月で50歳になってしまいました」といった発言をし、生まれ年が1970年であることを示唆していた。しかし、2014年に書類送検された際、警視庁が1979年生まれだと公表していたため、年齢を偽っているのは明らかであり、メディアなどからは「話題作り」「逆サバ読み」であると指摘されている。2021年5月には、自身のTwitterで「もう50歳なのか」というツイートに対し、「正確には52歳」と訂正しているが、この場合は1969年生まれとなってしまい、前年の主張ともまた食い違ってしまう。なお、同年12月、毎日新聞の取材を受けた記事内では、Twitterでの主張を行う以前の「1979年、横浜市生まれ」といったプロフィールが記載されている。2023年現在も、正確には1969年生まれであるという主張をX（旧Twitter）等で繰り返している。

## 芸風
主に乙女キャラクターになってコントなどを演じる。高い声と低い声を合わせたネタが得意。「Mint姉弟」時代は、ボケネタを披露した後に「やっちんちん」というセリフを発するのが定番だった。
「楽しんご」になってからのネタには、「東幹久が言いそうなセリフ」を低い声で言ったなどの後に、高い声になり「ドドスコスコスコ（3回繰り返し）、ラブ注入」（この時に胸の前で手でハートマークを作る）とセリフを発しながら踊るというパターンがある。他に、低い声でドスの効いたようなセリフを発した後に「あん♥」と乙女キャラに転じるなどの芸もある。なおこれに際して、「ラブ注入」はすぎはらが使っていたギャグであると自ら言っている。

## 出演

### テレビ
過去の出演
- エンタの神様（日本テレビ） - すぎはら美里とのコンビ「Mint姉弟」として。2007年4月28日から2007年11月10日まで6回出演。
- 爆笑ピンクカーペット（フジテレビ） - 2007年11月26日（第3回）、2008年1月1日（「新春ゴールデンピンクカーペット」0部） - キャッチコピーは「オカマじゃないのオトメなの」
- 笑っていいとも!（フジテレビ） - 2008年1月13日（増刊号）「金のたまごクラブリターンズ」、2009年7月20日『勝ち抜きプチ芸スターコンテスト」（1人勝ち抜き）、2010年11月22日、11月28日（増刊号）、12月21日、「いいともものまね歌合戦」12月29日（笑っていいとも!年忘れ特大号!）
- オールスター感謝祭（TBS） - 2011年4月9日、2011年10月1日、2012年3月31日
  - 2011春　200位(最下位) 3問 0:10.62
  - 2011秋　199位 3問 0:08.39
  - 2012春　173位 6問 0:35.10
- ロンドンハーツ（テレビ朝日）コーナー「べっぴん★モーニング」「出張!癒しんご」を担当
- 爆笑そっくりものまね紅白歌合戦スペシャル
- おはスタ(第1部)（テレビ東京、2011年5月30日に初出演） コーナー「ラッキーカップ」を担当
- あらびき団（TBSテレビ、2009年6月24日に初出演）不定期
- いきなり!黄金伝説。（テレビ朝日）

俳優・素人時代に出た番組
- 笑っていいとも!（フジテレビ）
- とんねるずのみなさんのおかげでした（フジテレビ）
- お台場ドドンパ（フジテレビ）
- おはよう!ナイスデイ（フジテレビ）
- 嗚呼!バラ色の珍生（日本テレビ）
- ウンナンのホントコ!（TBS）
- 日曜ビッグバラエティ（テレビ東京）
- 知っトク!クルマ情報局（BS朝日）

### インターネット
- 面接王DX（GyaO） - 2006年
- タケミネット（あっ!とおどろく放送局） - 2007年1月13日、5月26日、8月18日、9月29日、10月6日、11月3日・10日・17日・24日、12月15日・29日、2008年1月12日、5月3日・24日
- 夜遊びメールバトル火曜（あっ!とおどろく放送局） - 2009年8月4日・25日、9月8日
- あした!こうなるテレビ（Yahoo!バラエティ） - 2010年9月23日
- 革命ダラダラTV（USTREAM） - 2010年12月26日
- 楽しんごインタビュー （モッテコ書店）- 2011年11月25日
- モイ！異業種ババ抜き対決 優勝したら×××（2019年9月21日、TwitCasting）
- 【神回】楽しんごさんコラボ企画！健全なマッサージをしてもらいました！(後編)～マルチプルクラック週一動画～（マルチプルクラックチャンネル） - 2019年12月14日
- インターネットTV型ラジオ、鳥越アズーリFMにて『楽しんごの6PM』（2022年10月 - 12月）

### YouTuber
- びわ湖くん
- BUNZIN TV サブチャンネル(BUNZIN)
- 街録ch～あなたの人生、教えてください～
- 家石田タカフミ(石田孝文)
- カズチャンネル

### 映画
- 殴者 NAGURIMONO（2005年）
- 虎の流儀 〜激突! 燃える嵐の関門編〜（2022年） ※友情出演

### Vシネマ
- 映画夢広場（2000年）
- 龍王・獣たちの掟（2001年） - 劉歌明 役
- 荒ぶる魂たち（2002年）
- カタナーマン（2006年） - おかまサイボーグ・ズー1号 役

### フィルム
- 波線のマリス（2000年）最終審査6人まで残る

### テレビドラマ
- 美男ですね（2011年7月 - 9月、TBS） - ヘアメイク・トオル 役

### 雑誌
- お笑いポポロ（麻布台出版社） - Mint姉弟として
- JUNON（主婦と生活社） - Mint姉弟として
- ViVi（講談社）
- popteen
- フロムエー

### ラジオ
- 夕やけ寺ちゃん 活動中（文化放送、2010年10月11日 - 2013年3月29日）月曜レポーター
- ラジオ楽しんご（エフエムうらやす、2015年 - ）

### CM
- ヤフージャパン
- サントリー「ビタミンウォーター」
- アース製薬「セボン」
- リクルート「タウンワーク」
- ネクソン「サドンアタック」
- 東京ガス「東京ガスストーリー2 床暖房」編（ガス・パッ・チョ!シリーズ） - 東幹久と共演している
- 奥井総建

### ゲーム
- バクダン★ハンダン（2012年） - ワルドブー 役[36]（声の出演）

### ライブ
- 2017.4.28　abe gakk(キングレコード)メジャーデビュー記念ライブパーティー(神取忍、エスパー伊東、タジマジック、渡辺一久と共演)

## ディスコグラフィ

### シングル
| 発売日                                                | 作品名                                           | 最高順位 | 最高順位 | 最高順位 | 認定 | アルバム |
| 発売日                                                | 作品名                                           | オリコン | Hot 100  | RIAJ DL  | 認定 | アルバム |
| ----------------------------------------------------- | ------------------------------------------------ | -------- | -------- | -------- | ---- | -------- |
| 2011年6月15日                                         | ドドスコぽいぽいのうた (楽しんごとあやまんJAPAN) | －       | －       | 21       |      | ぽいぽい |
| "—"はチャート圏外、チャート対象外の何れかを意味する。 |                                                  |          |          |          |      |          |

### ミュージック・ビデオ
| 年     | ビデオ                 | 監督 |
| ------ | ---------------------- | ---- |
| 2011年 | ドドスコぽいぽいのうた | 不明 |

### 映像作品
| 年     | 情報 | オリコン 順位 | 売上 |
| ------ | --- | ------------- | ---- |
| 2011年 | 楽しんご❤ DVD みんなの疲れを癒しんご - 発売日:10月19日 - レーベル:よしもとアール・アンド・シー - エクササイズ紹介DVD |               |      |